# کبوتر سنت هلن

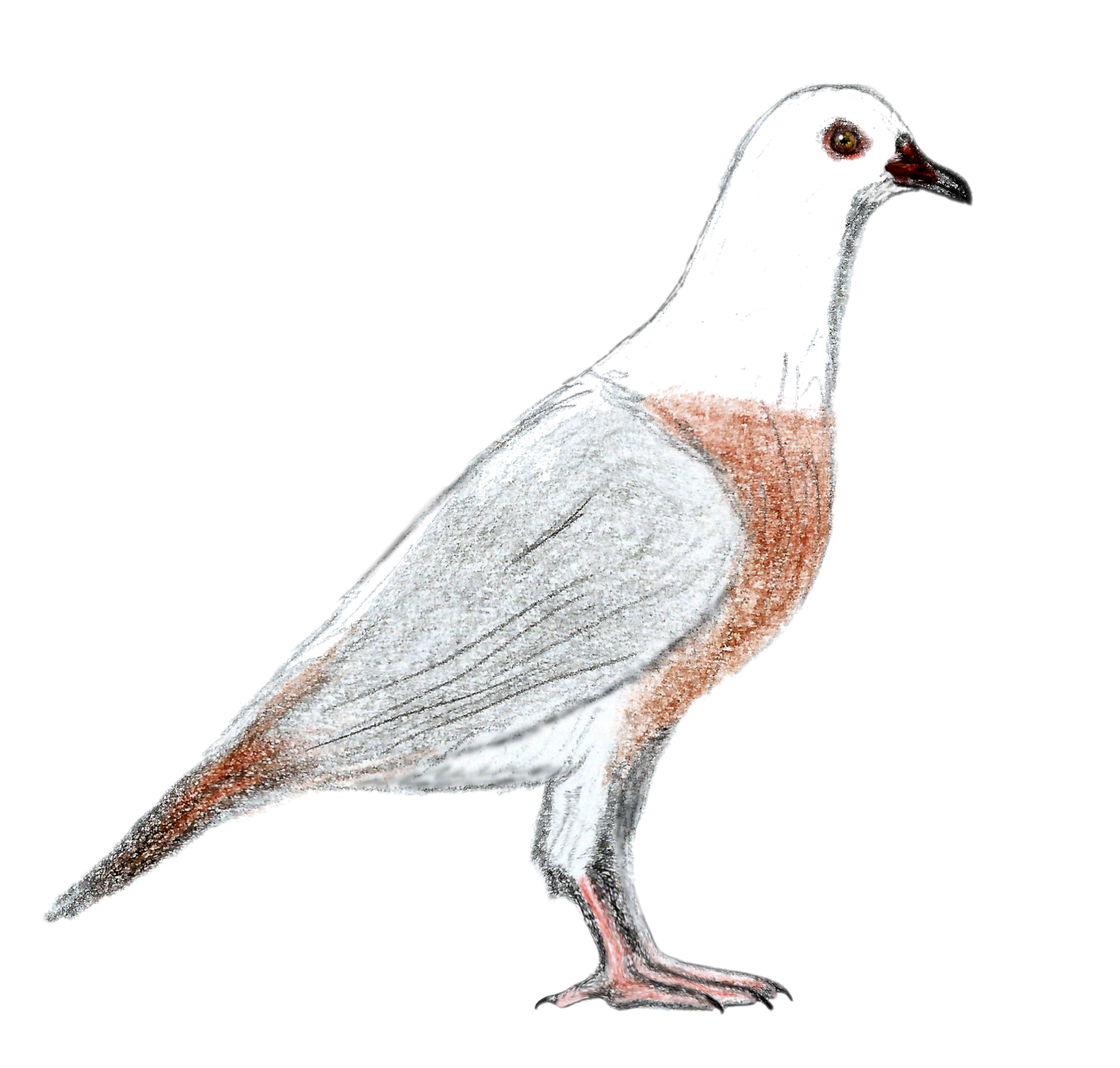
طرح‌نگاره‌ٔ یک کبوتر سنت هلن از پرندگان بی‌پرواز

کبوتر سنت هلن (نام علمی: Dysmoropelia dekarchiskos) گونه‌ای از پرندگان بی‌پرواز از خانواده کبوتران و در سردهٔ تک‌نماد Dysmoropelia است. این گونه بومی جزیره سنت هلن در اقیانوس اطلس جنوبی بود. از بقایای دوران پلیستوسن پسین (در گذشته پلیستوسن میانی در نظر گرفته می‌شد) که در محل تپه Sugarloaf یافت شده و از ماسه‌های آهکی بادی تشکیل شده‌است، شناخته شده‌است.